# 西田久美子
西田 久美子（にしだ くみこ、女性、1972年3月17日 - ）は、日本の元プロボクサーである。東京都出身。身長156cm。マナベボクシングジム所属。

## 来歴
ボクシングと並行してムエタイ／キックボクシングでも活躍。
2004年7月18日の東京・大森ゴールドジム大会でボクシングデビュー。坂本奈緒子と対戦し2回TKO勝ち。
2005年6月12日、北沢タウンホールで近藤みゆきと対戦し4回KO勝ち。
2006年6月10日、新宿FACEで当時JWBCミニフライ級1位の渡辺まりかと対戦し6回判定勝ち。ランキングも1位に。
同年10月1日、岡山オレンジホールで当時のJWBCミニフライ級王者池山直に挑戦するも、10回僅差の判定負けで王座獲得ならず。
WBCアトム級で14位にランクされたこともある。
2008年3月、JBC女子プロテストで合格。
9月29日、後楽園ホールで後のWBAライトミニマム級王者宮尾綾香相手にJBCデビューも、1-2の判定負け。宮尾の勝利をつけたジャッジのうち1人は3ポイント差だったが、他2人はともに1ポイント差だった。
12月20日、福岡・ももち体育館でこの試合がデビュー戦となる後のWBCミニフライ級王者黒木優子と対戦。1Rでダウンを奪い、2-0の判定勝ち。4回戦では決定的に有利であるダウンポイントがありながら、ドローを付けたジャッジが一名。
2009年2月16日、後楽園ホールで越石優と対戦。2回TKO勝ち。この試合を最後に37歳定年制に伴い引退。
現在はマナベジムのトレーナー。

## 戦績
- 7戦5勝2敗2KO